# NBA 2K
NBA 2К (енгл. NBA 2K) је серијал видео-игара за симулацију спорта кошарке високих резолуција, које се сваке године развијају и објављују од 1999. године. Задатак сваке игре у серији је да опонаша спорт кошарке, тачније Национални кошаркашки савез и представи побољшања у односу на претходне наслове. Серију је првобитно објавила Сега Спортс, а сада је објављује 2К Спортс. Све игре у франшизи развили су Вижуал Концептс. Серија се састоји од осамнаест главних наслова и неколико наслова у стилу спинофа. Објављена су издања на осамнаест различитих платформи. NBA 2К серија је такође коришћена у е-спортвима.

## Гејмплеј
Сваки наслов у серијалу опонаша Национални кошаркашки савез и представља побољшања у односу на претходне наслове. Као такав, игрице у серијалу симулирају типичну игру кошарке, при чему играч контролише читав тим или одабраног играча; при чему се поклапају са правилима кошарке и представљања подсећа на стварне телевизијске NBA игре. У серији су представљени различити модови игара који омогућавају играње разноликости. Бројни елементи игара имају прилагодљиве опције. Свака игра садржи тимове и играче из тренутне NBA сезоне; представљени су и историјски NBA тимови и играчи, као и тимови Евролиге и (почев од NBA 2К20) тимови WNBA. Фиктивни играчи и тимови такође се могу креирати и састављати. 
Главни део серије је његов начин каријере, који је описан као спортска тематска видео игра. ЕSPN NBA Basketball је прва игра у низу која је имала такав мод, али тек када је NBA 2К10 и њени наследници режим постао саставнији део серије. Начин је првобитно назван 24/7, пре него што је промењен у МајПлејер (eнгл. MyPlayer) и насељавање на МајКарир (енгл. MyCareer). Модови су усредсређени на кошаркашку каријеру креираног играча; играч прилагоди неколико аспеката свог играча и током каријере игра и NBA. Приказани су кључни догађаји у каријери играча, као што су нацрти и церемонија њиховог пензионисања. Прича је често присутна у модовима, а приказана је и средњошколска и колеџ кошарка. Играч надограђује атрибуте свог играча док они играју и може учествовати у ван-играчким активностима. 
Други основ у серији је начин који играчу омогућава контролу над NBA франшизом, у улози генералног менаџера. Режим је представљен у бројним NBA 2К играма и често носи назив Асoсосиејшн (енгл. Association); последње игре у серији садрже МајЏием (енгл. MyGM) и МајЛиг ( енгл. MyLeague). У модовима, играч контролише готово све аспекте тима, а не само играње игара са тимом. Како играч симулира сезону, они морају удовољити потребама особља и власника екипе. 
МајТим (енгл. MyTeam), који је уведен у NBA 2К13, фокусиран је на стварање тима играча и надметање против тимова других играча на мрежи. Играчево главно место за аквизицију играча за њихов тим су пакети; играч купује картицу која садржи посебне оцене или ставке које играч може да користи у режиму, укључујући играче. Поред састављања одабране групе играча, играч може између осталог да прилагоди и дресове свог тима и терен. Играчки мод је још више напредовао на NBA 2К19, уз МајТим турнир између најбољих Xbox и PlayStation 4 играча за награду од 250.000 долара. У серији су представљени и други модови који су фокусирани на мрежу, као што је Про-Ам, који се фокусира на играче који граде тим заједно са својим прилагођеним играчима.
Поред регулације NBA игара, улична кошарка представљена је и на бројним играма у серији. Направљени играчи и прави играчи могу се користити у таквим модовима; Уз то, неке познате личности су се у серији појавиле као играни ликови. У новијим играма, режими уличне кошарке су под називом Блектоп (енгл. Blacktop) и МајПарк (енгл. MyPark). Блeктоп је структуриран у типичном стилу уличне кошарке. МајПарк се састоји од отвореног простора испуњеног играчима који се могу придружити различитим играма на различитим теренима. Неколико игара у серији садржи начин рада који играчу омогућава да се такмичи у закуцавању.
Неколико игара у серији има представљене модове игре који су ексклузивни за ту одређену игру. НБА 2К11 је имао Џордан Челенџ (енгл.Jordan Challenge) мод, у којем играчи имају задатак да поново створе неке од најлепших подвига Мајкла Џордана, као што је постизање 69 поена у једној утакмици.  NBA 2К12 имао је NBA-ин највећи мод, где играч може играти са прошлим NBA играчима, попут Карима Абдул-Јабара, Џулијуса Ирвинга и Била Рaсела. PlayStation 3, Xbox 360 и Microsoft Windows верзије NBA 2К14 садржавали су режим под називом Path to Greatness; слично Џордан Челинџу, али фокусира се на каријеру ЛеБрона Јамеса.

## Игрице
NBA 2К серија се састоји од двадесет и једног примарног наслова и неколико наслова у стилу спинофа. Све игре у серији су развили Вижуал Концептс (енгл. Visual Concepts); првих шест игара објавио је Сега Спортс пре него што је компанија продала Вижуал Концептс Тејк Ту Интерактиву (енгл.Take Two Interactive), формирајући 2К Спортс.

### 2000.-2009.

#### NBA 2K
Оригинални NBA 2К је првобитно објављен у новембру 1999. за Дримкест. Ален Ајверсон је насловни спортиста. Прве четири игре у NBA 2К серији садрже коментаре измишљених најављивача Боба Стила и Рода Веста, које приказују Боб Фитзџералд и Род Брукс.

#### NBA 2K1
NBA 2К1 првобитно је објављена у октобру 2000. године за Дреамцаст. Ајверсон је поново главни спортиста. NBA 2К1, између осталог, уводи режим који је фокусиран на уличну кошарку и начин који играчу омогућава да делује као генерални менаџер тима; већина наследника игара имају варијације двају модова.  Ово је уједно и прва игра у низу која је омогућила играње на мрежи, омогућавајући осморо људи да играју заједно на мрежи.

#### NBA 2K2
NBA 2К2 објављен је крајем 2001. и почетком 2002. за Дримкест, PlayStation 2, Xbox и GameCube. Ајверсон је трећи пут заштитни спортиста. Поред редовних играча и тимова из сезоне 2001–02, у NBA 2К2 се налази и неколико претходних играча и њихових тимова, укључујући Била Рaсела, Џулијуса Ирвинга, Меџик Џонсона и Лерија Бирда. NBA 2К2 је прва игра у низу која ће бити објављена за више платформи, а последња за Дреамцаст. 

#### NBA 2K3
NBA 2К3 је првобитно објављен у октобру 2002. за ПлејСтејшон 2, Искбокс и GameCube. То је други и посљедњи тренутак игре у серији која ће бити објављена за GameCube. Ален Ајверсон поново је насловни спортиста. 

#### ESPN NBA Кошарка (2K4)
ЕСПН NBA Кошарка је објављена у октобру и новембру 2003. за PlayStation 2 и Xbox конзоле. То је једина игра у серији која у наслову не садржи „2Кx“, а прва од две у низу садржи ЕСПН брендирање, како у наслову, тако и у самој игри. Пети и последњи пут, Ален Ајверсон је насловни спортиста. Игра уводи начин рада 24/7, начин каријере у којем играч може створити прилагодљив лик и користити их за такмичење у кошаркашким турнирима и другим такмичењима. Присутни су и начини игре на мрежи, а сваки играч има јединствени дизајн лица, такође први. У игри се налази тим који се састоји од Боба Фитзџералда и Тома Толберта; Кевин Фрејжер домаћин је предигре. 

#### ESPN NBA 2K5
ЕСПН NBA 2К5 је први пут објављен у септембру 2004. године за PlayStation 2 и Xbox. То је последња игра из серијала коју је Сега Спортс објавила пре него што је компанија продала Вижуал Концептс на преузимање Тејк Ту Интерактиву, формирајући 2К Спортс. Бен Волас је главни играч. То је други и последњи у низу који садржи ЕСПН брендирање. У игри се појављују Стјуарт Скот као водитељ, Боб Фитзџералд као коментатор игре, Бил Волтон као други коментатор, Мишеле Тафоја као репортер споредне слике. 

#### NBA 2K6
NBA 2К6 првобитно је објављена у септембру 2005. године за PlayStation 2, Xbox, и први пут за Xbox 360. То је прва игра у низу коју је објавила 2К Спортс. Шакил О’Нил служи као главна атлета игре. Такође је био укључен у неки од развојних процеса за хватање покрета. У NBA 2К6, Кевин Харлан је коментатор игре, Кени Смит је коментатор предигре, а Крејг Сејгер је репортер споредне линије. Наредна два наслова у низу имају исти тим.

#### NBA 2K7
NBA 2К7 првобитно је објављена у септембру 2006. године за PlayStation 2, PlayStation 3, Xbox и Xbox 360. То је прва игра у низу која је објављена за PlayStation 3, а последња која ће бити објављена за оригинални Xbox. О’Нил се враћа као наткривени спортиста. NBA 2К7 је прва игра у низу која има лиценцирани звучни запис; претходне игре су садржавале музику произведену искључиво за игре. Саундтрек који је саставио Дан Аутоматор, састоји се од 13 песама, а такође је објављен у ЦД формату као Dan the Automator Presents 2К7. 

#### NBA 2K8
NBA 2К8 је првобитно објављен у октобру 2007. за PlayStation 2, PlayStation 3 и Xbox 360. Крис Пол је главни спортиста ове игре.  Игра уводи такмичење у закуцавању. Саундтрек се састоји од 23 лиценциране песме.

#### NBA 2K Online
У јуну 2008. године, 2К Спортс објавио је да су у сарадњи са Тенцентом како би издали онлајн верзију NBA 2К за кинеско тржиште. Од тада се игра проширила на друга тржишта у Азији.

#### NBA 2K9
NBA 2К9 првобитно је објављена у октобру 2008. за PlayStation 2, PlayStation 3, Xbox 360 и, први пут у серији, Microsoft Windows. Кевин Гарнет је представљен као атлета игре. Тим коментатора чине Харлан и Кларк Келог, а Шерил Милер је била репортер с друге стране. Сaундтрaк се састоји од 24 лиценциране песме и једне оригиналне песме. 

#### NBA 2K10
NBA 2К10 је првобитно објављен у октобру 2009.за PlayStation 2, PlayStation 3, PlayStation Portable (први), Xbox 360, Мицрософт Виндоус и Нинтендо Вии (такође први). Коби Брајант је главни спортиста игре. Фанови су могли гласати за коју слику су се залагали од четири слике на насловној страни. Игра садржи реинкарнирани начин каријере под називом МајПлејер, који би постао битна тема будућих игара у серији, да би касније био поново постављен као МајКарир. Харлан и Келог враћају се као коментатори, док Дорис Бурк замјењује Милер као извештавача са бочних линија. Лиценцирани звучни запис састоји се од 30 песама. Поред стандардног издања, објављена је и ограничена верзија игре, под називом NBA 2K10: Anniversary Edition ;обухватало је неколико бонуса, попут фигурице Брајанта коју је произвела компанија МекФарлен Тојс. Демо врста је објављена на PlayStation Нетворк-у и Xbox Ливе-у пре изласка главне игре у августу 2009. године, под називом NBA 2К10 Draft Combine. Дерик Роуз је спортиста демоа и омогућава играчу да се такмичи у активностима повезаним са МајПлајер модом главне игре. 

### 2010.-2019.

#### NBA 2K11
- Објављен за: Microsoft Windows, PlayStation 3, PlayStation 2, PlayStation Portable, Xbox 360, Вии.
- Датум издања: 5. октобар 2010. (Северна Америка), 8. октобар 2010. (Европа, Аустралија), 14. октобар 2010. (Јапан)

NBA 2К11 објављен је у октобру 2010. године за PlayStation 2, PlayStation 3, PlayStation Portable, Xbox 360, Нинтендо Вии и Microsoft Windows. Мајкл Џордан је главни спортиста игре, а игра садржи неколико модуса који се фокусирају на Џордана. Један од таквих модова је „Џордан Челинџ“, начин у којем играч мора поново створити десет најупечатљивијих Џорданових остварења у каријери, као што је постизање 69 поена у игри.  NBA 2К11 такође уводи историјске NBA тимове и играчe У игри су исти презентатери као и NBA 2К10. Саундтрак се састоји од 27 лиценцираних песама. 

#### NBA 2K12
- Објављено за: Microsoft Windows, PlayStation 3, PlayStation 2, PlayStation Portable, Xbox 360, Вии, ИОС.
- Датум издања: 4. октобар 2011. (Северна Америка, Јужна Кореја, Тајван, Јапан), 7. октобар 2011. (ПАЛ регија)

NBA 2К12 објављен је у октобру 2011. за PlayStation 2, PlayStation 3, PlayStation Portable, Xbox 360, Нинтендо Вии, Microsoft Windows и, по први пут, ИОС.  NBA 2К12 је прва игра у низу са више спортиста са насловних страна. Покривачки спортисти су Меџик Џонсон, Лери Бирд и Мајкл Џордан. Игра уводи "NBA's Greatest" мод, где играчи користе широк спектар историјских играча и тимова.  Стив Кер придружио се Харлану и Келогу у говорничкој кабини, а Бурк се враћа као новинар с друге стране. Исти тим је присутан у наредна три наслова у низу. Демо NBA 2К12 објављен је пре изласка главне игре. Сaундтрeк се састоји од 28 лиценцираних песама. Што се тиче звучне нумере, одржано је такмичење, чији су победници оригиналном песмом допринели звучној сцени. 

#### NBA 2K13
- Објављен за: Microsoft Windows, PlayStation 3, PlayStation 2, PlayStation Portable, Xbox 360, Вии, Вии У, Андроид, ИОС.
- Датум издања: 2. октобар 2012. (Северна Америка), 5. октобар 2012. (Европа), 18. новембар 2012. (Вии У, Северна Америка), 28. децембар 2012. (Вии У, ПАЛ регија)

NBA 2К13 је првобитно објављен у октобру 2012. за PlayStation 3, PlayStation Portable, Xbox с360, Нинтендо Вии, ИОС, Андроид и Microsoft Windows. Верзија за Вии У објављена је као почетни назив у новембру 2012. На насловној страници игре налазе се Блejk Грифин, Кевин Дурант и Дерик Роус. . Џеј-Зи је заслужан за извршног продуцента игре; између осталог, курирао је звучни запис који се састоји од 24 песме. 

#### NBA 2K14
NBA 2К14 је првобитно објављен у октобру и новембру 2013. за ПлејСтешн 4, PlayStation 3, Xbox 1, Xbox 360, Microsoft Windows, ИОС и Андроид. ЛеБрон Џејмс служи као насловни спортиста; такође је кустос звучног записа који садржи 20 лиценцираних песама.  NBA 2К14 уводи тимове Евролиге.

#### NBA 2K15
NBA 2К15 је првобитно објављен у октобру 2014. за PlayStation 4, PlayStation 3, Xbox 1, Xbox 360, Microsoft Windows, Андроид и иОС. Дурант служи као насловни спортиста.  NBA 2К15 представља емисије које представљају Ирни Џонсон и Шакил О’Нил.  Једна нова карактеристика односи се на стварање играча; играч је сада у могућности да скенира своје лице у игру. Кустос звука, који се састоји од 27 лиценцираних песама, приредио је Фарел Вилиамс. 

#### NBA 2K16
- Објављено за: Microsoft Windows, PlayStation 4, Xbox 1, ПлејСтешн 3 и Xbox 360, Андроид, ИОС.
  - Датум издања: 29. септембар 2015. (Виндоус, ПС3, ПС4, Xbox 360, Xbox 1), 14. октобар 2015. (Андроид, ИОС)

NBA 2К16 објављена је широм света 29. септембра 2015. за PlayStation 4, PlayStation 3, Xbox 1, Xbox 360 и Microsoft Windows. Верзија за Андроид и ИОС објављена је 14. октобра 2015. Игра садржи седам различитих омота са осам спортиста са насловних страна: Стеф Кари, Џејмс Харден, Енони Дејвис, Мајкл Џордан, Пау и Марк Гасол, Денис Шредер и Тони Паркер. . NBA 2К16 екипа за коментаре на средини игре је иста, осим што је Кера заменио Грег Ентони. Предизвесне игре, полувремени и наступи након игре сада представљају Кенија, који се враћа, поред Џонсона и О’Нила.  Режисер Спајк Ли радио је на МајКарир моду. Саундтрак, који садржи 50 песама, приредили су ДЈ Калед, ДЈ Премиер и ДЈ Мустард.

#### NBA 2K17
- Објављено за: Microsoft Windows, PlayStation 4, Xbox 1, PlayStation 3 и Xbox 360, Андроид, ИОС.
- Датум издања: 20. септембар 2016. (Виндоус, ПС3, ПС4, Xbox 360, Xbox 1), 23. септембар 2016. (Андроид, иОС)

NBA 2К17 објављена је широм света у септембру 2016. за PlayStation 4, PlayStation 3, Xbox 1, Xbox 360, Мајкрософт Виндовс, Андроид и ИОС. У игри су четири различите атлeте, Пол Џорџ, Коби Брајант, Данило Галинари и Пау Гасол.  NBA 2К17 још увек има тим за коментарисање од три особе и једног бочног извештача, али особље је преправљено. Присутно је седам различитих коментатора, а то су Кевин Харлан, Кларк Келог, Грег Антони, Брент Бери, Крис Вебер и Стив Смит, док Дејвид Олдриџ замјењује Бурк као репортера споредне линије. Трио пре представљања, полувремена и презентација након игре остаје непромењен. Саундтрак игре саставили су Имаџине Драгонс, а садржи 50 песама.

#### NBA 2KVR Experience
Новембра 22. 2016, објављена је NBA 2К титула виртуалне стварности. Под називом NBA 2KVR Experience, игра је колекција кошаркашких мини-игара и није део главне серије. Доступан је за    PlayStation VR, HTC Vive, Oculus Rift, and Samsung Gear VR, а корисник игра као ЛеБрон Џејмс. У овом наслову се користи Унреал Енгине 4.

#### NBA 2K18
- Објављено за: Microsoft Windows, PlayStation 4, Xbox 1, Нинтендо Свич, PlayStation 3 и Xbox 360, Андроид, ИОС.
- Датум објављивања: 19. септембра 2017

NBA 2К18 је објављена у септембру 2017. То је прва игра у низу која је објављена за Нинтендо Свич; такође је објављена за PlayStation 4, PlayStation 3, Xbox 1, Xbox 360, Андроид, ИОС и Microsoft Windows. Кајри Ирвинг је насловна атлета. Леџенд Едишн / Леџенд Едишн голд верзије игре, које укључују разне физичке и дигиталне додатке, имају Шакила О’Нила као насловног спортисту. У канадској верзији игре је ДеМар ДеРозан из Торонто Рапторс-а као њен спортиста са покрића. Саундтрак игре се састоји од 49 лиценцираних песама. Коби Брајант и Кевин Гарнет појављују се као гостујући коментатори. NBA  2К18 додаје седамнаест нових класичних тимова као и „Стални тим“ за сваку франшизу.

#### NBA 2K19
- Објављено за: Microsoft Windows, PlayStation 4, Xbox 1, Нинтендо Свич, PlayStation 3 и Xbox 360, Андроид, ИОС.
- Датум објављивања: 11. септембра 2018

NBA 2К19 објављен је 11. септембра 2018. године, док је 20. годишњица са кошаркашем насловнице Леброном Џејмсом, објављена 7. септембра (истог дана када је изашла NBA live 19).  На стандардном издању игре је Јанис Адетокумбо док је спортиста насловнице за аустралијску и новозеландску верзију игре Бен Симонс.

#### NBA 2К Playgrounds 2
NBA 2К Playgrounds 2 објављена је 16. октобра 2018.

#### Главни чланак:NBA 2K20
- Објављен за: Microsoft Windows, Нинтендо Свич, PlayStation 4, Xbox 1.
- Датум изласка: 6. септембра 2019

NBA 2К20 објављен је 6. септембра 2019. Стандардни насловни спортиста игре је Ентони Дејвис из Лос Анђелес Лејкерса, док је атлетичар легендарног издања бивши играч Мајами Хит-а, Двејн Вејд..
Такође је прва игра која је обухватила свих 12 тимова WNBA.

### 2020.-2029.

#### NBA 2K21
- Објављен за: Microsoft Windows, Нинтендо Свич, PlayStation 4, Xbox 1, ПлеСтејшн 5, Стадиа & Xbox Серија Икс.
- Датум издања: К4 2021